# Beatrix Lehmann
Beatrix Lehmann (1 de julio de 1903 – 31 de julio de 1979) fue una actriz, directora teatral y autora británica.

## Biografía
Nacida en Bourne End, Buckinghamshire (Inglaterra), era descendiente de una familia de destacados artistas. Su padre era el humorista R. C. Lehmann, y su tío abuelo el pintor Henri Lehmann, y sus hermanos los escritores John Lehmann y Rosamond Lehmann.
Lehmannn estudió en la RADA, y debutó en el teatro en 1924 con el papel de Peggy en la producción The Way of the World, en el Teatro Lyric del barrio londinense de Hammersmith. Además de una extensa carrera teatral, también actuó en el cine y en la televisión, y escribió cuentos y dos novelas, entre ellas Rumour of Heaven, publicada en 1934 (ISBN 014016166X). 
En 1946 Lehmann fue nombrada directora y productora de la Arts Council Midland Theatre Company.
En 1978 hizo una gran actuación como Profesora Emilia Rumford en el serial The Stones of Blood, perteneciente a la producción televisiva de ciencia ficción Doctor Who. También trabajó como Susan Calvin en dos episodios de la serie televisiva Out of the Unknown. En 1979 fue Mrs. Pleasant en The Cat and the Canary. Además de las anteriores, Lehmann actuó en producciones como Z-Cars, El espía que surgió del frío, A Funny Thing Happened on the Way to the Forum,  War and Peace, Love for Lydia, Staircase, y Crime and Punishment. 
Muerte
Beatrix Lehmann falleció el 31 de julio de 1979 a los en Londres, Inglaterra, en 1979, 30 días antes de su cumpleaños número 76º.
Hay 12 retratos de Lehmann en la colección de la Galería Nacional de Retratos británica.

## Filmografía seleccionada
- The Passing of the Third Floor Back (1935)